# Студеноцька сільська рада
Студено́цька сільська́ ра́да — колишній орган місцевого самоврядування у Глухівському районі Сумської області. Адміністративний центр — село Студенок.

## Загальні відомості
- Населення ради: 903 особи (станом на 2001 рік)

## Населені пункти
Сільській раді підпорядковані населені пункти:
- с. Студенок

## Склад ради
Рада складається з 14 депутатів та голови.
- Голова ради: Єрьоменко Петро Васильович
- Секретар ради: Литвинчук Ганна Миколаївна

### Керівний склад попередніх скликань
| Прізвище, ім'я, по батькові | Основні відомості                                                         | Дата обрання | Дата звільнення |
| --------------------------- | ------------------------------------------------------------------------- | ------------ | --------------- |
| Гричаник Микола Миколайович | Сільський голова, 1955 року народження, освіта вища, безпартійний         | 26.03.2006   | 31.10.2010      |
| Гричаник Микола Миколайович | Сільський голова, 1955 року народження, освіта вища, член Партії регіонів | 31.10.2010   | 27.05.2012      |
| Єрьоменко Петро Васильович  | Сільський голова, 1965 року народження, освіта вища, член Партії регіонів | 27.05.2012   |                 |

Примітка: таблиця складена за даними сайту Верховної Ради України